# Bürgerspitalskirche (Klagenfurt am Wörthersee)

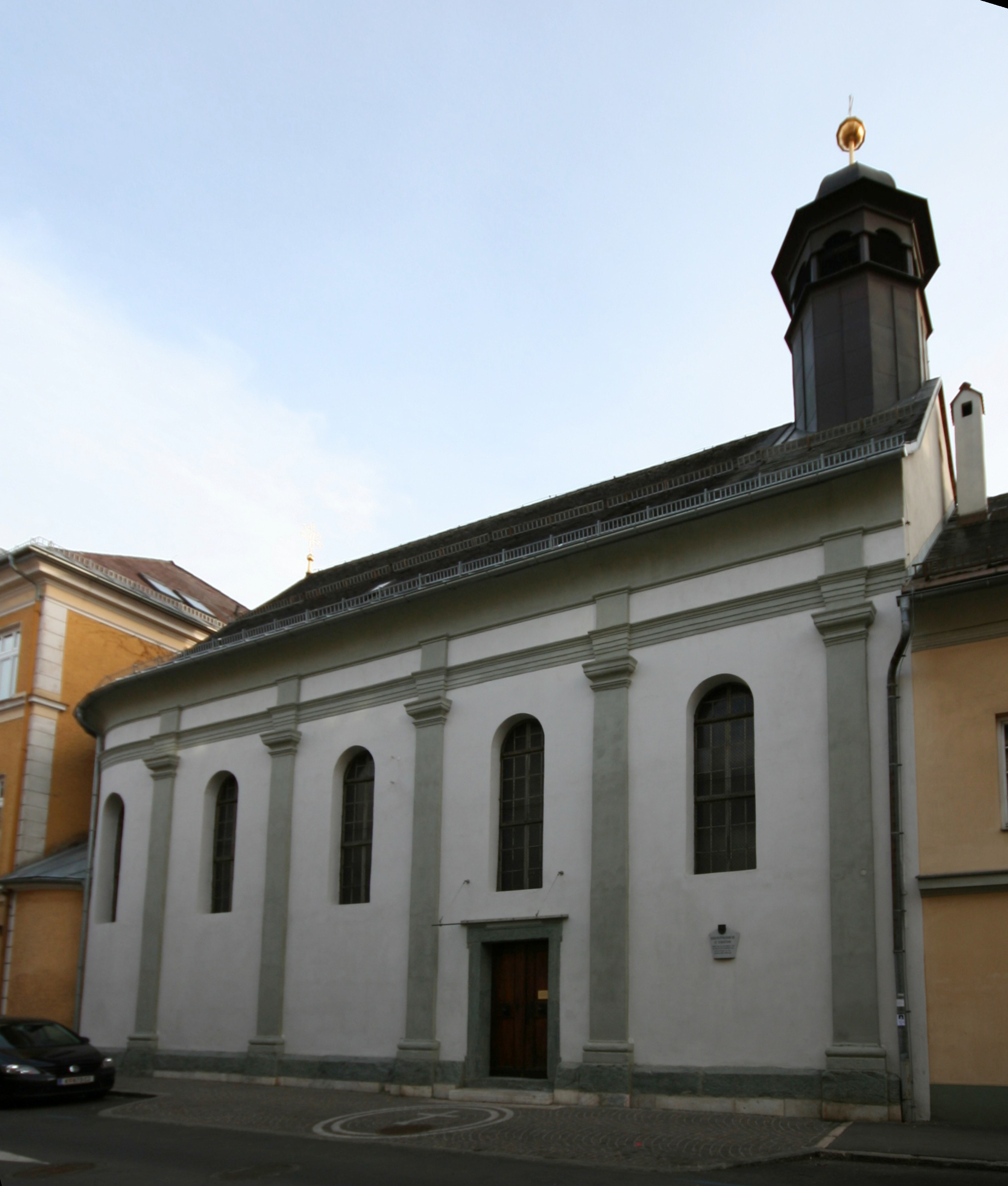
Bürgerspitalskirche in der Klagenfurter Lidmanskygasse

Die ehemalige – aber heute noch so genannte – Bürgerspitalskirche und heutige Benefiziatskirche Hl. Sebastian in Klagenfurt am Wörthersee ist eine schlichte, 1663/64 in barockem Stil errichtete Kirche in der Innenstadt unweit des Klagenfurter Doms.

## Geschichte
Die Kirche ist die dritte Spitalskirche der Stadt. Das erste Spital mit angegliederter Kirche, im Jahr 1381 erstmals urkundlich erwähnt, stand westlich vor dem heutigen Landhaus am Heiligengeistplatz. Nachdem diese Anlage im Jahr 1535 zu einem großen Teil abgebrannt war, entstand das zweite Spital vor der ab dem Jahr 1581 neu errichteten protestantischen Stadtkirche, dem heutigen Dom, an der Stelle des heutigen Domplatzes. Als dem Jesuitenorden im Jahr 1604 sowohl Kirche als auch Spitalsgebäude übereignet wurden, war ein weiterer Neubau notwendig. Dieser wurde bis ins 1616 in der Lidmanskygasse errichtet und eine kleine Kapelle angebaut. Erst knapp 50 Jahre später, im Jahr 1663, erfolgte die Grundsteinlegung für den dritten, heute noch bestehenden Kirchenbau. Bereits im darauf folgenden Jahr wurde sie dem heiligen Sebastian geweiht.
Ein großer Teil der heutigen Innenausstattung, zu der auch einige Werke von Josef Ferdinand Fromiller zählen, wurde im zweiten Viertel des 18. Jahrhunderts angefertigt.
Während der Besatzungszeit der Franzosen Anfang des 19. Jahrhunderts wurde die Kirche als Getreidelager benutzt. Bei der anschließenden Wiederherstellung erhielten alle Statuen weiße Fassungen, die Altaraufbauten wurden mit Ölfarbe überstrichen. Erst im Jahr 1967 wurde der Innenraum grundlegend restauriert. In den Jahren 2007 und 2008 wurde die Fassade saniert, ein Holzportal entfernt und der Eingang mit einem Glasdach versehen.

## Friedhof
Zum Spitalskomplex gehörte bis ins Jahr 1793 auch ein Friedhof. Dessen Fläche wurde zunächst kleinteilig verpachtet. 1860 wurde auf einem Teil der Fläche die Realschule errichtet und 1862 der städtische Botanische Garten angelegt. Das Realschulgebäude wurde nach dem Zweiten Weltkrieg von der Landesregierung genutzt, die das Gebäude um 1960 durch ein Hochhaus ersetzte. Der botanische Garten wurde 1958 auf ein großzügigeres Gelände am Kreuzbergl verlegt, das bisherige Grundstück verbaut.

## Baubeschreibung
Die Kirche schließt sich ostseitig an das schlichte, siebenachsige Bauwerk des ehemaligen Spitals an. Äußerlich ist sie gekennzeichnet durch vom Boden aufragende Pilaster, Gesimse, zwei Rundbogenfenster und einen kleinen Dachreiter mit Zwiebelhelm. Der von Christoph Puerkher geplante Saalbau hat östlich einen halbrunden Chorschluss, das Portal befindet sich an der Nordseite des Schiffs. Der Innenraum ist durch die Pilaster, die eine Stichkappentonne tragen, in vier Joche unterteilt. Im westseitigen Joch befindet sich eine gemauerte, zweigeschoßige, von einem Mittelpfeiler gestützte Sängerempore. An der Südwand befinden sich mehrere mit Holz vergitterte Oratorienfenster, von denen aus Kranke des Spitals an den Gottesdiensten teilnehmen konnten, darunter, im Erdgeschoß, zwei Sakristeiräume.
Der imposante sechssäulige Hochaltar an den eingebauten Opfergangstüren ist auf das Jahr 1741 datiert und wurde von Christian Prießniger geschaffen. Er ist reich mit vergoldeten Laubbandornamenten geschmückt und nimmt das große Altarbild mit dem Hl. Sebastian (Fromiller, datiert auf das Jahr 1738) auf. Über dem Altar ist eine Schnitzgruppe der Marienkrönung mit Wolken und Putten angebracht, seitlich befinden sich Schnitzstatuen der Heiligen Januarius, Rochus, Sebastian und Judas Thaddäus. Weitere Statuen der Heiligen Barbara und Gertrud von Nivelles stehen auf Voluten.
Der vergoldete Tabernakel ist aufwändig als Rundtempel gestaltet und durch eine Kleinplastikgruppe, die den Christus am Kreuz mit Maria und Josef zeigt, geschmückt.
Der Aufbau des linken Wandaltars, datiert auf das Jahr 1739, wird von zwei Säulen und zwei ornamentierten Pilastern gestützt. Das von Fromiller gemalte Hauptbild zeigt die Hl. Elisabeth, seitlich befinden sich Statuen der Heiligen Barbara und Katharina, im Aufsatz eine Statue des Heilands, seitlich von je einem Putto begleitet. Der rechte Altar, um das Jahr 1725 entstanden, ist schlichter gestaltet, das wahrscheinlich ebenfalls von Fromiller stammende, von zwei Säulen gerahmte Bild zeigt „Die Ruhe auf der Flucht der Heiligen Familie“, darüber befindet sich ein weiteres Bild, auf dem der heilige Franz Xaver dargestellt ist.
Die hoch angesetzte Kanzel (um das Jahr 1735) ist nur von außen zugänglich. An ihrem Korb sind vier Bilder der Evangelisten befestigt, der Schalldeckel ist durch Putti und einen Posaunen blasenden Engel geschmückt.
Die Kirchenglocke wurde im Jahr 1794 von Martin Pucher angefertigt.